# قرار مجلس الأمن التابع للأمم المتحدة رقم 1702
قرار مجلس الأمن التابع للأمم المتحدة رقم 1702 الذي اتخذ بالإجماع في 15 أغسطس 2006، بعد أن ذكر بالقرارات 1542 (2004)، 1576 (2004)، 1608 (2005) و1658 (2006) بشأن الوضع في هايتي، مدد المجلس ولاية بعثة الأمم المتحدة لتحقيق الاستقرار في هايتي حتى 15 فبراير 2007.

## القرار

### أعمال
وبموجب الفصل السابع من ميثاق الأمم المتحدة، مدد مجلس الأمن ولاية بعثة الأمم المتحدة لتحقيق الاستقرار في هايتي حتى منتصف شباط / فبراير 2007 بنية تجديدات أخرى. وتقرر أن تتكون عملية حفظ السلام من 7200 جندي و1951 ضابطا. وسيتم نشر 16 ضابطا من ضباط الإصلاح لدعم نظام السجون.
ومضى القرار ليحدد دور بعثة الأمم المتحدة في إصلاح العديد من مجالات المجتمع الهايتي، بما في ذلك سيادة القانون والعدالة وتعزيز حقوق الإنسان. ومن المهم أيضًا أن يكون للبعثة إستراتيجية جيدة للتواصل مع الجمهور لإبلاغ السكان المحليين بولايتها في البلد.

## روابط خارجية
- نص القرار في undocs.org